# گورشن (بورچکا)
گورشن (به ترکی استانبولی: Güreşen) یک منطقهٔ مسکونی در ترکیه است که در بورچکا واقع شده‌است. گورشن ۹۳۱ نفر جمعیت دارد و ۳۳۰ متر بالاتر از سطح دریا واقع شده‌است.